# Zwei himmlische Dickschädel
Zwei himmlische Dickschädel ist eine deutsche Filmkomödie nach dem Roman Der Herrgott der Pferde von Arthur Heinz Lehmann, der 1974 von Werner Jacobs gedreht wurde, dessen letzte Inszenierung dies war. Die beiden titelgebenden Kontrahenten werden von Klaus Löwitsch und Reiner Schöne verkörpert.
Heimatkanal war der Meinung: „Witziger Wettstreit im Stil von ‚Don Camillo und Peppone‘.“

## Handlung
Der oftmals ein wenig aufbrausende Kaplan und Pferdenarr Vilmos wird von seinem Bischof in die Gemeinde Wöllrain strafversetzt, da sich der angehende Geistliche zuletzt in eine Wirtshausprügelei verstrickt hatte. In dem kleinen Ort soll er sich dem ortsansässigen Pfarrer Dominik Schäftle unterstellen und, wenn es sich dort bewährt, dessen Nachfolge antreten. Wöllrain wird beherrscht von dem selbstherrlichen und despotischen Bürgermeister und Pferdezüchter Georg Kamberger. Der hat eine Liaison mit der hübschen Marei Lechner, deren Vater von Kamberger regelrecht schikaniert wird. Vilmos und Kambergers erste Begegnung steht unter keinem guten Stern. Bei einem Regenguss finden Kamberger und seine Freundin Marei Lenz Unterschlupf in einer Scheune und vergnügen sich dort im Heu. Auch Vilmos, der von dem einheimischen Knecht Wastl, einem Bajuwaren aus echtem Schrot und Korn, vom Bahnhof abgeholt wurde, gerät in das Unwetter und betritt, um sich gleichfalls unterzustellen, just in diesem Moment die Scheune. Er entdeckt Kamberger und Marei halbnackt im Heu. Dezent zieht sich der neue Gottesmann des Ortes wieder zurück.
In Wöllrain macht ihm Pfarrer Schäftle klar, dass mit Kamberger, einem schier allmächtigen Mann, nicht zu spaßen sei. Vilmos will vieles im Ort auffrischen, unter anderem die schmuddelige Kirchenfassade. Kamberger ist auch dagegen, wie er gegen alles ist, was nicht ihm aber der Allgemeinheit dient: er leitet zum Beispiel die ortseigene Quelle zu seinem Nutzen um, verweigert die dringend benötigte Renovierung der Schule und schaltet und waltet im Ort wie es ihm gerade gefällt. Als Vilmos mit den Schülern einen Badeausflug unternehmen will, ist es Kamberger, der wie ein Herrenreiter angeprescht kommt, Vilmos das Schwimmen in dem Teich verbietet und den Kaplan und die Kinder vertreibt. Als Kamberger auch noch ein Sack Hafer gestohlen wird, verdüstert sich seine Laune vollends. Drei Kinder haben diesen Sack entwendet, um der alten Mähre Amanda, die auf den Schlachthof soll, ein Gnadenbrot zu ermöglichen und sie durchzufüttern. Nachdem Vilmos seine erste Predigt für den morgigen Tag verfasst hat, wird er auf ein Babygeschrei vor der Haustür aufmerksam. Er geht in die Nacht hinaus, und tatsächlich liegt ein gewickelter Säugling vor dem Pfarrhaus. Mit Hilfe Schäftles wird das Kleinkind erstversorgt.
Am nächsten Morgen will Vilmos seine erste Predigt halten. Zuvor hatte er Schäftle zugesichert, in seiner Predigt jede Spitze gegen Bürgermeister Kamberger zu vermeiden. Kamberger ist jedoch schon vorher stinkwütend, weil er ein kirchliches Schreiben erhalten hat, in dem angekündigt wird, notfalls zwangsweise das auf über 2000 DM angelaufene Kirchengeld, das er noch schuldet, von ihm eintreiben zu wollen. Als Vilmos zur Rede ansetzt, lässt er sich von Kamberger provozieren, und es kommt zum Eklat inmitten des Gottesdienstes. Wütend stapft Kamberger mit seinen Getreuen aus dem Gotteshaus und kündigt im Wirtshaus an, nunmehr eine eigene Kirche zu errichten, mit einem Pfarrer nach seinem Gusto. Trotzdem verkneift es sich Vilmos Marei Lechners Techtelmechtel mit Kamberger deren Vater zu verraten, um die junge Frau nicht in Schwierigkeiten zu bringen. Ganz nebenbei kümmert er sich auch noch um das Findelkind. Tatsächlich beginnt Kamberger mithilfe von Luggi Lenz, der einen Baubetrieb führt, mit den Arbeiten zum Kirchenneubau. Als der Bürgermeister sich beim Anheben eines Findlings ordentlich verhebt, ist es ausgerechnet Kaplan Vilmos, der ihn wieder einrenkt. Endgültig beschämt Vilmos Kamberger, in dem er auch noch den Findling vor dessen Augen eigenhändig aus der Baugrube wegräumt.
Marei Lechner ist sauer auf Kamberger, weil dieser im Wirtshaus nicht zu ihr stand und bedeutet ihrem Liebhaber, dass sie nichts mehr mit ihm zu tun haben wolle. Derweil spielt Vilmos im Wirtshaus mit Ludwig „Luggi“Lenz Karten. Der Einsatz: wenn er gewinnt, treten Lenz und seine Leute am Montag zur Sanierung seiner Kirchenfassade an. Und tatsächlich schlägt ihn der Pfarrer. Vilmos geht im angetrunkenen Zustand tief in der Nacht zur Baustelle und stößt mit einer Eisenstange eine Fassade von Kambergers Kirchenneubau kurzerhand um. Während dieser über einen Racheplan sinnt, hält Vilmos ein Gespräch mit Gott in seiner eigenen Kirche, bei dem er um Nachsicht für seine Untat der vergangenen Nacht bittet. Kamberger lässt die eingestürzte Kirchenmauer wieder aufrichten und drapiert auf ihr zwei Eimer mit schwarzer Farbe, um den Übeltäter bei einem erneuten Anschlag zu kennzeichnen. Doch auch bei seiner nächsten nächtlichen Aktion hat Pfarrer Vilmos Glück, der herunterpurzelnde Farbeimer trifft ihn nicht. Kamberger will nun auf andere Weise dafür sorgen, dass Vilmos bei seinem folgenden Gottesdienst nichts zu lachen hat und beraumt just zu diesem Zeitpunkt eine Feuerwehrübung gleich neben der Kirche an. Durch den Lärm der Aktion wird der Gottesdienst empfindlich gestört und muss zunächst abgebrochen werden. Doch auch hier weiß der Kaplan Rat. Ein stadtbekanntes, geschecktes Pferd, das grundsätzlich auf Männer in Uniformen losgeht, wird von ihm freigelassen, geht auf die uniformierten Feuerwehrleute los und sprengt damit die Übung. Pfarrer Vilmos beobachtet das Chaos vom Dach aus und hat dabei seine helle Freude.
In seiner nächsten Ansprache spricht Vilmos über das Findelkind, das er in dem Glauben angenommen hat, dass die Mutter des Kleinen, den er „Moses“ nennt, sich unter den Gläubigen befindet. Tatsächlich findet sich die Mutter, Vroni, wenig später in seiner Pfarrstube ein. Derweil versucht Kamberger vergeblich, Luggis Bauarbeiten an der Kirche zu unterbinden. Ein Versöhnungsversuch Mareis mit Kamberger scheitert wenig später. Dieser hat außerdem andere Sorgen, denn erneut wurde ein Sack mit Pferdefutter gestohlen. Doch diesmal kann er den Futterdieb ertappen. Es ist Peter, einer von Vilmos‘ Schülern. Wider Erwarten zeigt Kamberger Herz und verspricht dem Jungen, die klapprige, kranke Mähre, die für den Schlachthof bestimmt war, zu sich zu nehmen und von einem Tierarzt begutachten zu lassen. Da der örtliche Veterinär gerade fort ist, wird Vilmos gerufen, der als ausgesprochener Pferdekenner und Pferdefreund gilt. Er verrichtet seine Arbeit erfolgreich und bietet daraufhin Kamberger einen Burgfrieden an. Er solle den Kirchenneubau stoppen, worauf sich Kamberger jedoch nicht einlässt.
Da Kamberger Vilmos aber versprochen hat, dass dieser einmal dessen bestes Pferd im Stall, „Vesuv“, reiten dürfe, möchte der Kaplan dies im Rahmen eines Pferderennens tun, bei dem 50.000 DM Preisgeld ausgesetzt sind. Dieses Geld wird dringend benötigt, um die von Lenz vorgenommene Kirchensanierung zu finanzieren. Kamberger hält sein Versprechen, führt dabei aber offensichtlich etwas im Schilde. Er will nämlich selbst antreten. Durch einen miesen Trick gewinnt Kamberger das Rennen. Doch bei der Siegerehrung wird er übertölpelt als man ihm vor laufender Kamera sagt, dass er das Geld doch sicherlich, wie üblich, dem Roten Kreuz spenden werde. Auch Kambergers Intervention beim Bischof in Sachen Kirchenneubau führt ihn nicht weiter. Wenig später verheiratet Vilmos Vroni mit Luggi Lenz, dem Vater des Babys. Da platzt Kamberger in die Trauungszeremonie hinein und behauptet, dass der Bischof seinen Kirchenneubau zu segnen beabsichtige und überdies, dass er, Kamberger, es mit Marei im Heu getrieben habe. Wütend rennt die Lechner-Tochter, die sich unter den Trauzeugen befand, daraufhin aus dem Gotteshaus.
Vilmos hat nun die Nase voll, er fühlt sich von seinem eigenen Bischof verraten und im Stich gelassen. Marei hat sich bei einem Gewitter erneut in den Heustadel zurückgezogen, Kamberger folgt ihr dorthin. Dort gesteht er ihr, dass er sie nur deshalb in der Kirche bloßgestellt habe, damit sie nicht einen Mann heiratet, den sie überhaupt nicht liebe. Am nächsten Tag kommt es zur Gebäudeeinweihung. Doch Kamberger hat die Wöllrainer gefoppt, denn natürlich hat der Bischof nicht seinen Segen für einen Konkurrenzkirchenneubau gegeben, sondern hier entsteht der dringend benötigte Schulneubau. Kamberger erklärt sogar coram publico, Marei endlich heiraten zu wollen, will aber unbedingt von Kaplan Vilmos getraut werden. Doch der ist enttäuscht aus Wöllrain abgereist und will sich nun ganz aus seiner bisherigen Tätigkeit zurückziehen. Ausgerechnet in dem Moment, in dem Vilmos in Demut seine Versetzung in eine Registratur erbittet, platzt Kamberger in diese Besprechung hinein und ruft polternd: „Unseren Kaplan lassen wir uns nicht nehmen!“. Zu seiner moralischen Unterstützung hat der Bürgermeister gleich mehrere Wöllrainer mitgebracht. Nun endlich kommt es zum Handschlag zwischen Vilmos und Kamberger, und der Friede in Wöllrain mit dem neuen Pfarrer ist hergestellt.

## Produktionsnotizen
Zwei himmlische Dickschädel, später gelegentlich auch unter dem Alternativtitel Zwei bayrische Dickschädel geführt, entstand im Sommer 1974 und erlebte seine Uraufführung am 20. Dezember 1974.
Die Herstellungsleitung übernahm Erwin Gitt, die Produktionsleitung Konstantin Thoeren. Die Filmbauten entwarf Peter Rothe mit Hilfe von Herwig Pollak, die Kostüme entwarf Ina Stein.

## Kritik
Das Lexikon des internationalen Films stellte lapidar fest: „Die Auseinandersetzung zwischen einem draufgängerischen Kaplan und dem selbstherrlichen Bürgermeister eines bayrischen Dorfes. Seichtes Lustspiel in Heimatfilm-Machart.“